# Brabantse Gilde
De Brabantse Gilde is de historische koepel van regionale katholieke studentenclubs uit Vlaams-Brabant in Leuven. Ze werd opgericht in februari 1885 door Frans Heymans, Jozef De Lantsheere, Armand De Coster en Alfons Pelgrims. De Brabantse gilde wordt bestuurd door een gildepresidium onder leiding van een gildepreses. Het gildeschild is het oude schild van de provincie Brabant (de Brabantse Leeuw). De kleuren van de Brabantse Gilde zijn groen-rood. De Brabantse Gilde vormt een onderdeel van het KVHV Leuven en (uiteraard zonder de vrouwelijke leden van het KSC) van het Seniorenkonvent Leuven. 

## Aangesloten clubs
- KSC Bezem Brussel (gesticht in 1925)
- KVHC Lovania (gesticht in 1922)
- KVHC Ons Hageland - Bessemclub (gesticht in 1874)
- KVHC Moeder Payottenland (gesticht in 1911)

- Aarschotse Club (gesticht in 1931, geen werking meer sinds 1959, agressief geannexeerd door Ons Hageland)
- Diesterse Club (gesticht in 1931, geen werking meer sinds 1950, agressief geannexeerd door Ons Hageland)
- Mechlinia-Reynaert (gesticht in 1919, geen werking meer sinds 2006)
- Noord-Brabants Hoogstudentencorps Endivia (gesticht in 1920, geen werking meer sinds 2003, gebied verdeeld tussen Payottenland & Ons Hageland)